# Curculio
Curculio o Gorgojo es una obra de teatro del comediógrafo latino Plauto. 
El Gorgojo es una producción de escaso interés desde el punto de vista literario, pero en cambio es una preciosa fuente de conocimiento en cuanto a la historia del arte y de las costumbres. 
Toma nombre esta comedia del apodo cómico que da en ella al parásito, que desempeña en la pieza un papel principal. 

## Personajes
Véase Personajes comunes de la comedia romana
Véase Personajes típicos de la comedia plautina
- El mozo FEDROMO (PHAEDROMUS): joven enamorado que hará cuanto se le alcance para desposar a la joven Planesio.

- El parásito CURCULIÓN, GORGOJO o GORGOJÓN (CURCULIO): servus callidus[2] que mediante argucias ayuda a su patrón a conseguir lo que se propone.

- El lenón CAPADOZ (CAPPADOX): intermediario entre el mozo y su amada.

- El soldado TERAPONTÍGONO (THERAPONTIGONUS): rival del mozo que, tras sufrir las burlas del proxeneta, renuncia a la muchacha.

- La moza PLANESIO (PLANESIVM): meretriz.[3]

- El esclavo PALINURO (PALINURUS).

Los personajes de esta comedia son todos tipos dignos de ser castigados con el látigo de la sátira: 
- El parásito, con su vientre enorme, con un ojo tuerto por haberlo perdido en las refriegas orgiásticas donde hace el papel de víctima irrisoria entreteniendo con chistes y chocarrerías a la gente ociosa, y librando de apuros con su ingenio a los amantes afligidos.
- El lupus infame, de insaciable codicia.
- El banquero,[4] deudor moroso y acreedor sin entrañas
- El militar perdonavidas, eterno hazmerreír de los intrigantes y de los sicofantas.

## Comentario
Para hacer más completo este animado cuadro de costumbres de la época, lo encontramos todo en esta comedia: interpretaciones de sueños, el novelesco destino de una joven robada en sus primeros años, esclava después y reconocida libre al final; y, por último, hasta un intermedio cantado por el director de la grex o coro. Se trata de una especie de parabrisas aristofánico con el que se pasa revista maliciosamente a todas las bribonerías e iniquidades de aquel mismo pueblo soez que aplaudía con júbilo delirante. 
Esta comedia romana ofrece, sin embargo, la particularidad de carecer de prólogo, sin duda porque su excelente exposición lo hacía innecesario. 
En el acto IV, se alude a la Ley Sempronia, por lo que consideran los críticos que debió componerse este drama hacia el año 545 desde la fundación de Roma.